# Birhanu Jula Gelalcha
Generalul locotenent Birhanu Jula Gelalcha (n. 1965, Etiopia) este un general din cadrul Forței Naționale de Apărare a Etiopiei. În prezent, este șeful Statului Major General al Etiopiei începând cu 4 noiembrie 2020. A ocupat funcția de comandant al Forței Interimare de Securitate a Națiunilor Unite pentru Abyei (FISNUA) din 2014 până în 2016.